# TAGS
TAGS va ser un programa d'entreteniment sobre el món de l'oci. El seu públic objectiu eren els preadolescents. Toca temàtiques com el cinema, la música, els videojocs, la internet, l'esport, la televisió, la moda, els llibres, els còmics, el teatre, la tecnologia, el ball, etc. S'emetia al Canal Super3 i a TV3CAT de Televisió de Catalunya.